# Corbelin (Nièvre)
Pour les articles homonymes, voir Corbelin.
47° 22′ 54″ N, 3° 19′ 48″ E
Ancienne commune française du département de la Nièvre qui fut absorbée, en l'an 1800, par la commune de La Chapelle-Saint-André.